# Cicadula junea
Cicadula junea är en insektsart som beskrevs av Hamilton 1972. Cicadula junea ingår i släktet Cicadula och familjen dvärgstritar. Inga underarter finns listade i Catalogue of Life.